# Дача Бобовича
Дача С. А. Бобовича «Джалита» — дача в Евпатории, Крым. Дом построен в начале XX века и является памятником архитектуры и градостроительства местного значения. Находится рядом с Дачей Казаса.

## Название и расположение
В начале 20 века группа караимских деятелей приобрела себе несколько земельных наделов на побережье Чёрного моря в Евпатории. Добившись существенного влияния в городе, караимы начали пользоваться выросшей популярностью этого восточно-крымского курорта, возводя там свои пансионы. Рядом с караимами, выкупили земельные паи несколько местных чиновников и дворян.
Сама дача расположена на песчано-равнинной береговой уголовине, в центральной части Евпатории в пределах Каламитского залива Чёрного моря.
Название дачи местные краеведы связывают с её расположением, ведь она стоит на равнинной песчаной полосе (намытой морем), за пределами крепостных стен,

## История

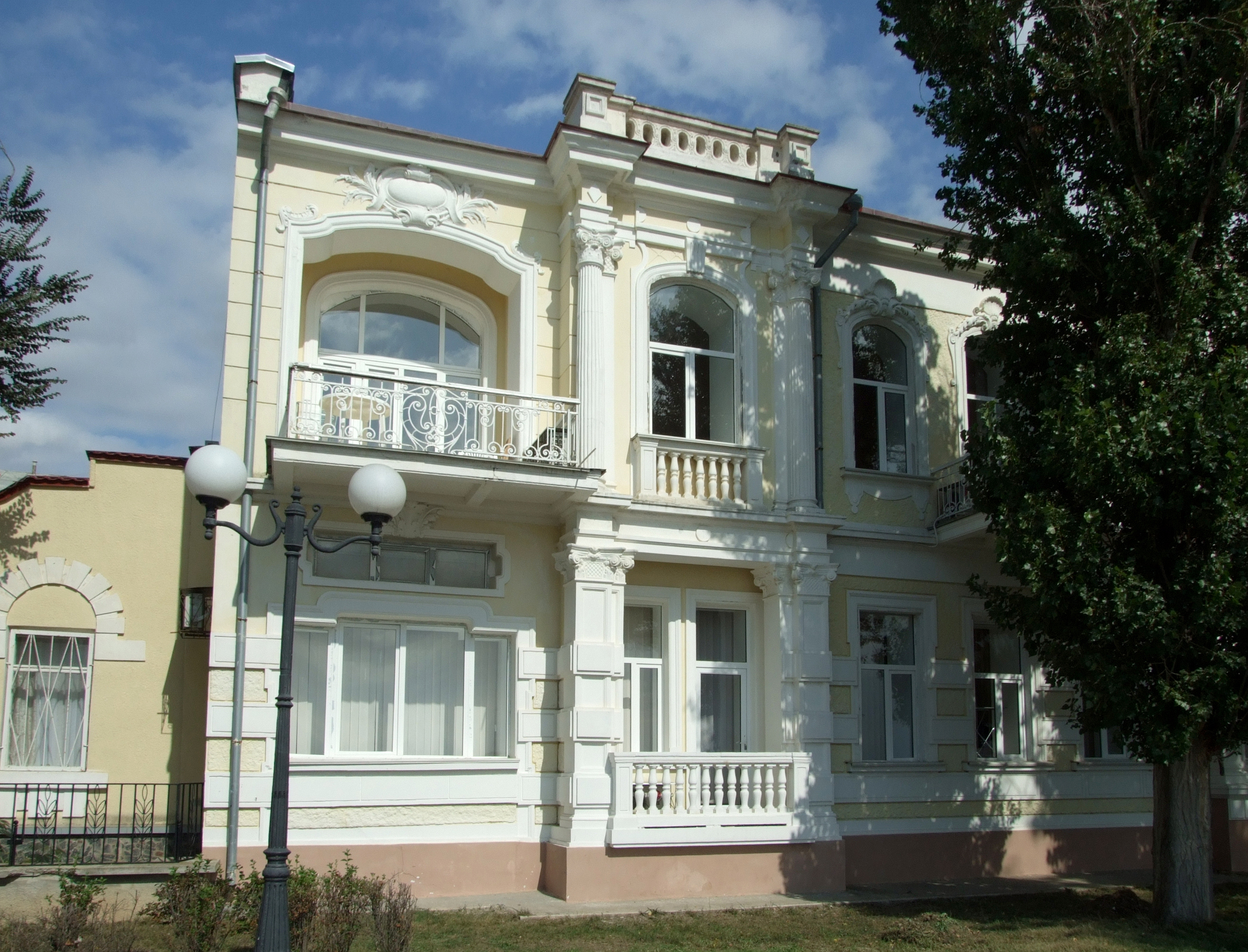
2009 год

В Российской империи было принято, что вельможи, особенно цари, жаловали своим подчиненным немалые наделы земли, обычно, с народом, который там жил. Больше всего такой выслуге рады военные, ведь после каждой удачной военной кампании империя обрастала землями, которые и распределялись между военными. Так на крымские земли и пришли, землевладельцами, российские графы, царские немцы-выслужники и поселенцы, кавказские князья, купеческие роды и попы.

### Во времена царя
Доподлинно неизвестно кто такой Бобович и что побудило его построить дачу в Евпатории. И по преданию тех времен уже в 1910 году дача была заселена. Исследователи Евпатории, присматриваясь к архитектурным элементам и стилю, утверждают, что автором-архитектором здания был известный евпаторийский архитектор армянского происхождения Павел Яковлевич (Богос Акопович) Сеферов.
Все начиналось с того, что тогдашние руководители города заинтересовали российский бизнес перспективами создания в Евпатории курорта и предложили им паи на побережье (при условии, что те будут развивать инфраструктуру: сады, озеленение, мощение дороги). На призыв властей откликнулись местные богачи и караимы (которые недавно компактно переселились в города).
Берег, в те годы — это узкая полоска намытого волнами песка, который дальше переходил в широкое поле, покрытое травами (дурнишник, гречишник) и редкие кусты маслины (лох узколистный). Такая ограниченная растительность плохо удерживала песок от переноса под действием ветров, поэтому городская власть обязывала «дачников» озеленять территорию: три четверти выделенного пая земли должны быть засажены деревьями и кустами. Поэтому дача Кривицкого, размещена на первой линии, имеет большой и красивый сад.

### Расцвет имения
Расцвет имения пришелся на времена Первой мировой войны, когда большое количество раненых и травмированных российских офицеров были направлены в Крым, чтобы поправить их здоровье. Контраст между бедствием войны и отдыхом в сочетании с целебными свойствами грязекурорта и моря популяризировал Евпаторию. Поэтому владельцы имений радостью отдавали свои здания под пансионы для военных, хоть часть из них так и не выживала.

### Курортный комплекс в советские времена
С установлением советской власти в начале 20-х годов XX века имение Кривицкого было национализировано.
Длительное время бесхозяйственного его использования и грабежей, негативно отразилось на самом здании. Оно начало приходить в упадок, разрушаться, тогда местные партийные руководители обратились к многочисленным трудовым коллективам Страны Советов взять под шефство большинство «национализированных у буржуев» дач и имений. Таким образом, в городе зародился курорт всесоюзного значения, а с 1925 года, на даче начал работать корпус санатория «Ударник».

### Современность
Постановлением кабинета министров АРК, дача Бобовича «Джалита» была отнесена к памятникам архитектуры и градостроительства и охраняется действующим законодательством. Поскольку уже сложилась традиция, что это здание уже почти сотню лет принадлежала курортным заведениям, то здание не отчуждено в городское имущество, а закреплено за известным санаторием, который и занимается сохранением, реставрацией и содержанием сооружения. Сейчас, дача находится на территории курортного центра «Победа» санатория «Ударник»
В помещении дачи расположен корпус лечебного учреждения. Здесь больные лечат: заболевания органов дыхания (нетуберкулезного характера), костно-мышечной системы, нервной системы, системы кровообращения, гинекологические заболевания, кожные заболевания, заболевания опорно-двигательного аппарата, заболевания мочеполовой системы.

## Описание здания
Здание дачи присуща евпаторийской модерной архитектуре, а сам проект, по определению местных краеведов, приписывается архитектору Павлу Сеферову. Фасад дачи повернут наружу, в сторону улицы. На территории сохранилось несколько насаждений, которыми создавался уют внутреннего дворика и укреплялся почвенный покров.